# 新疆生产建设兵团第八师中级人民法院
新疆生产建设兵团第八师中级人民法院是新疆生产建设兵团第八师的中级人民法院。上级法院为新疆维吾尔自治区高级人民法院生产建设兵团分院。管辖新疆生产建设兵团第八师地域内的一、二审案件，年收案数量3000件。

## 沿革
前身是成立于1975年6月15日的新疆石河子地区中级人民法院

## 机构设置
设有立案庭，刑事审判庭、民事审判一庭、民事审判二庭（商事审判庭）、民事审判三庭（知识产权审判庭）、民事审判四庭、行政庭、执行局、办公室、政治部、研究室、纪检监察室、审判监督庭、审判管理办公室、司法警察大队等共计15个部门。

## 管辖基层人民法院
- 石河子市人民法院
- 新疆生产建设兵团下野地垦区人民法院
- 新疆生产建设兵团索莫湾垦区人民法院